# Colonia colonus
Colonia colonus là một loài chim trong họ Tyrannidae.

## Hình ảnh

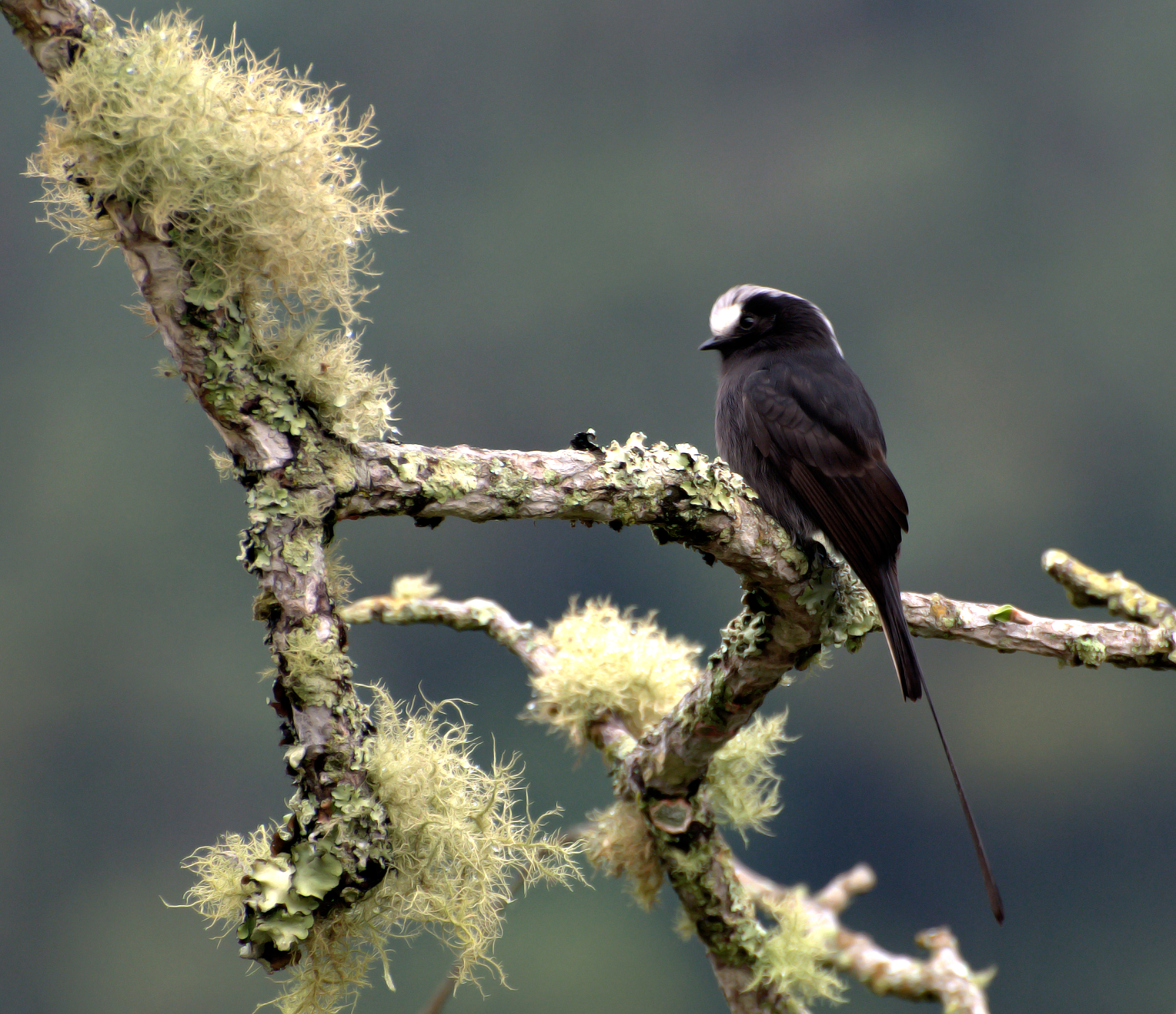
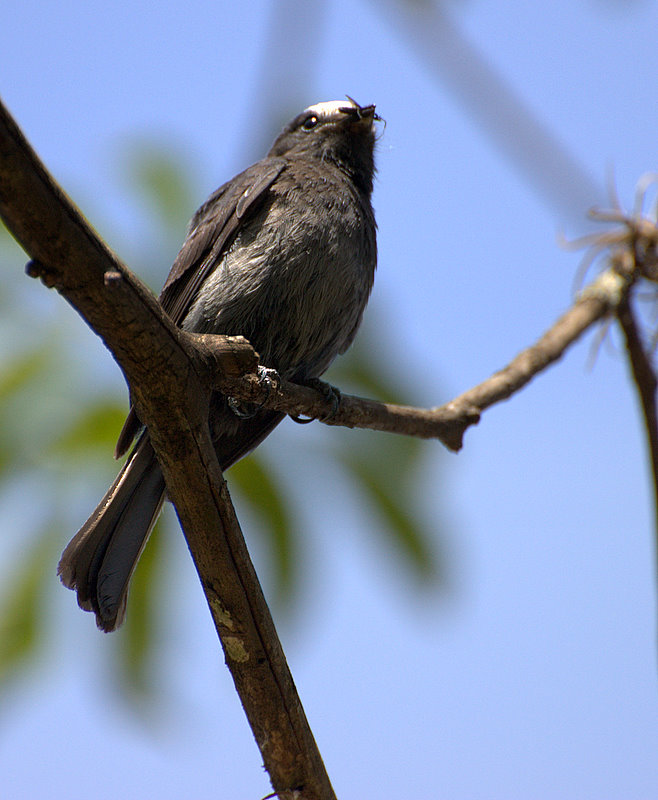
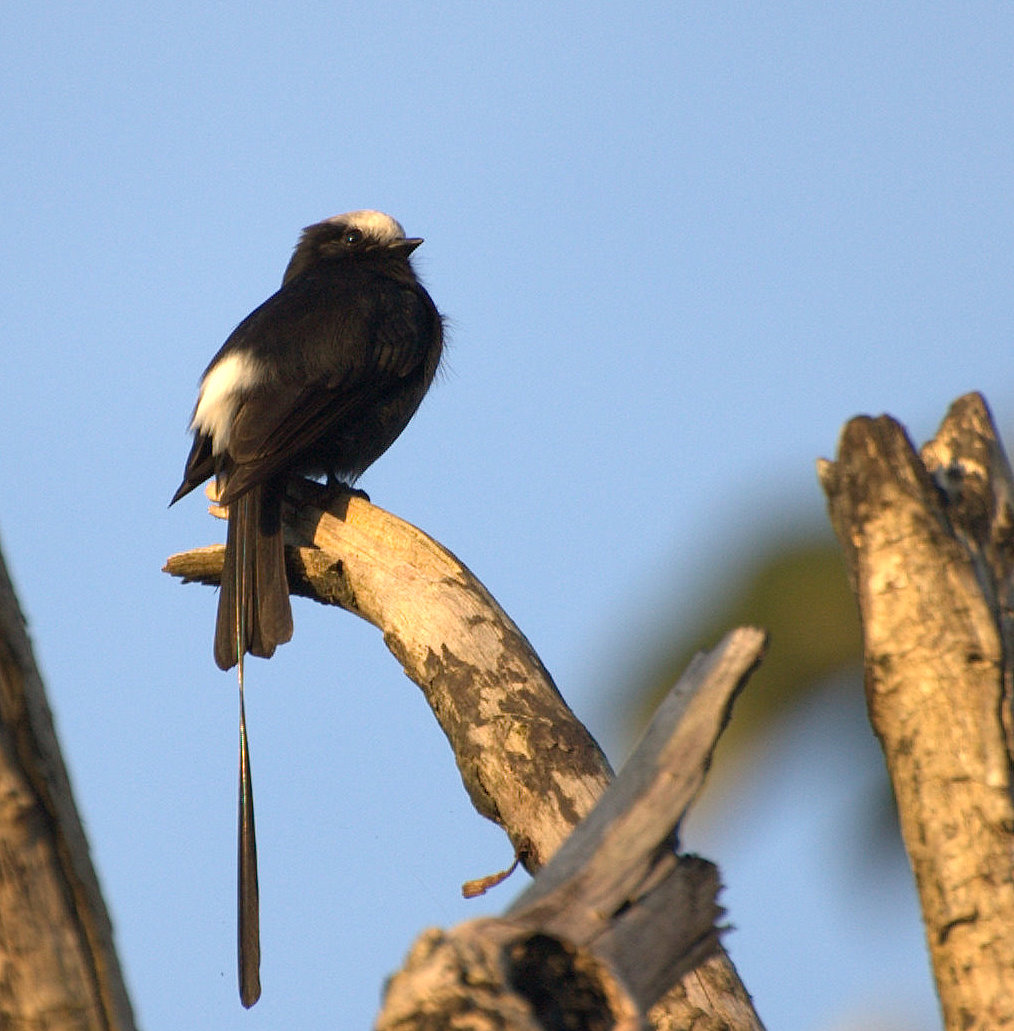